# Neues Rathaus (Wiesbaden)
Das Neue Rathaus ist der Sitz des Oberbürgermeisters und der Stadtverordnetenversammlung von Wiesbaden. Der Neurenaissancebau wurde 1883 bis 1887 von Georg von Hauberrisser errichtet. Die Frontfassade zum Schlossplatz wurde in den 1950er Jahren umgestaltet.

## Lage
Das Gebäude befindet sich am Schlossplatz, gegenüber dem Stadtschloss, Sitz des Hessischen Landtags, und nebenan links der Marktkirche. Das Alte Rathaus steht rechts an der Marktstraße.
Die beiden Rückseiten des Neuen Rathauses grenzen an das Dernsche Gelände und an den Marktplatz mit der Marktsäule. Ganz in der Nähe befindet sich die Marktkirche Wiesbaden.

## Funktion und Architektur

### Hauptbau

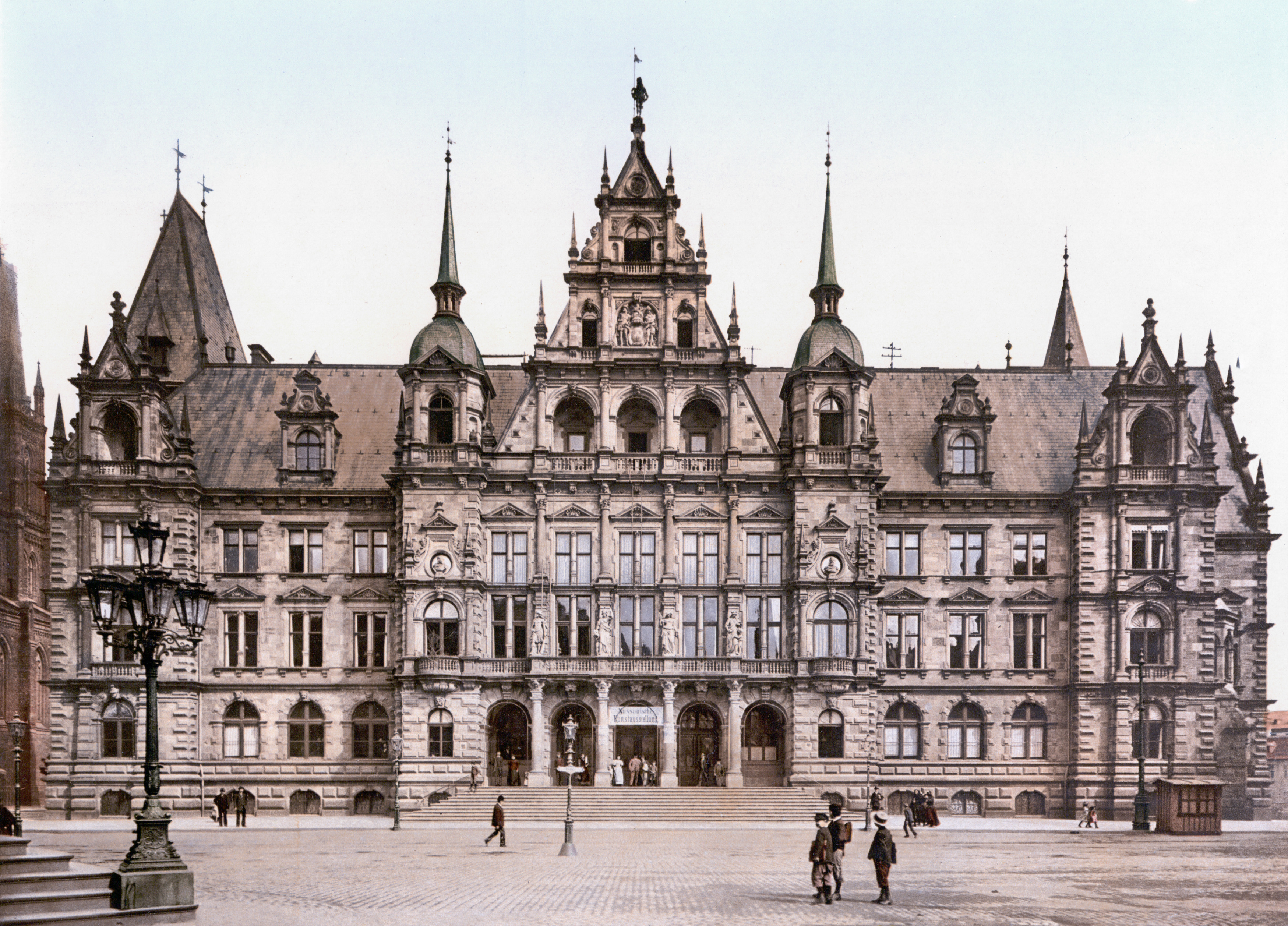
Ursprüngliche Frontfassade, um 1900

Zum Markt hat die Fassade eine Länge von circa 100 Metern, auch die Rückseite ist fast genauso lang. Eine Ecke ist abgeschrägt, so dass der Grundriss etwa einem schiefen Trapez entspricht. Es hat vier Hauptgeschosse und das Satteldach enthält noch eine weitere Dachetage. Die Fenster der Dachräume sind als Dachgauben ausgebildet. Als Bauschmuck dienen zwei verschiedene achteckige Türmchen, mit einer Spitzhaube abgeschlossen, und ein mittiger Staffelgiebel. Der Hauptbau ist im Stil der Neorenaissance gehalten, zur Fassadenverkleidung dient teilweise roter Mainsandstein. Das Dach ist mit einer Schiefereindeckung ornamental gestaltet.
Auf der Rückseite führt eine einladende Freitreppe zu den fünf gleich großen Eingangsportalen. Dieses erhaltene historische Fassadenteil wird von einem zweietagigen monumentalern Erker umrahmt.
Das Amtsgebäude besitzt neben seiner eigentlichen Bestimmung auch öffentliche Ausstellungsräume sowie einen von der Bayerischen Gastronomie AG betriebenen Ratskeller. Außerdem sind hier wichtige Bereiche der Stadtverwaltung angesiedelt. Repräsentativ ist der große Sitzungssaal. Das Standesamt befindet sich dagegen im alten Rathaus.
Das Rathaus wird mit Thermalwasser beheizt. Es ist an das Leitungsnetz mit der Aufbereitungsanlage der Kaiser-Friedrich-Therme angeschlossen.

### Ratskeller
Im Jahr 1890 erhielt der Wiesbadener Maler Kaspar Kögler den Auftrag zur Ausmalung des Ratskellers. Um die Aufgabe bewältigen zu können, zog er seinen in Wiesbaden-Biebrich gebürtigen Schüler Wilhelm Weimar (1859–1914) hinzu.
Kögler schmückte den Weinkeller und das Ratsstübchen mit launigen Gemälden und versah seine Malereien mit witzigen Texten. Sein ehemaliger Schüler Heinrich Schlitt – damals 41-jährig und mittlerweile erfolgreich in München tätig – war ebenfalls an der Ausmalung des Wiesbadener Ratskellers beteiligt. Er gestaltete den Bierkeller mit humorvollen Szenen und Sprüchen.
Der vielsagende Reim: „Ob Heide, Jud‘ oder Christ, herein was durstig ist“, der den Gast – zusammen mit der Darstellung eines Herrn im Frack und Zylinder, einem Juden mit Pejes-Locken im Kaftan und einem Südseekannibalen im Bastrock – am Eingang zum Ratskeller begrüßte, wurde offensichtlich den Malereien in der Zeit des Nationalsozialismus zum Verhängnis. Obwohl unter Denkmalschutz stehend, wurden die kostbarsten realistischen, wilhelminischen Fresken übertüncht.
Bei der Restaurierung des Rathauses 1987 erwog der Stadtrat, die alten Fresken wieder freizulegen. Doch sie wurden aus Kostengründen nicht restauriert, sondern getilgt und gingen ein zweites Mal und damit endgültig verloren.
Der damalige Pächter des Rathauskellers engagierte auf eigene Kosten den jungen Wiesbadener Maler Eberhard Münch – der damals noch historisch-realistisch orientiert war – damit dieser nach alten Vorlagen die Kellerräume im Stil von Kögler und Schlitt neu gestalten konnte.
Seit dem 21. Jahrhundert betreibt die Bayerische Gastronomie AG den Ratskeller. Nach dem Verbleib der Münch’schen Malereien gefragt, lautet die dortige Antwort: „Die Räume wurden renoviert!“

## Geschichte

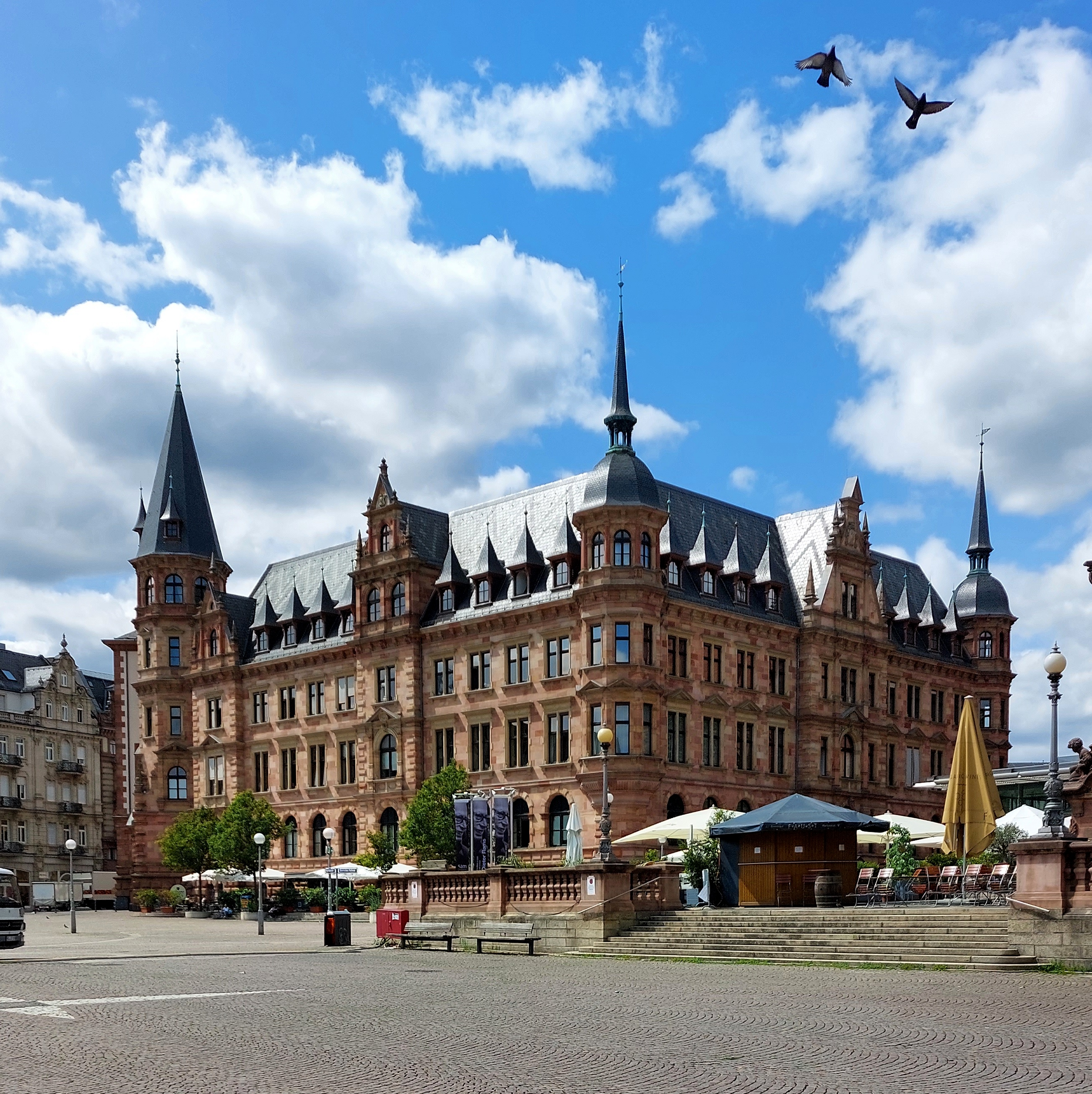
Rückfassaden zum Marktplatz

Der Gemeinderat hatte im Jahr 1882 einen Architektenwettbewerb (eine Concurrenz) für die Errichtung eines neuen Rathauses der aufstrebenden Stadt ausgeschrieben. Das alte Rathaus aus dem 17. Jahrhundert genügte weder vom Platzangebot noch von der Repräsentation her den gewachsenen Ansprüchen.
Mindestens 5 detaillierte Pläne, unter anderem von Hans Grisebach, Oscar Sommer, H. Reinhardt und der Gemeinschaft Holst & Zaar wurden eingereicht.
Der Sieger-Entwurf des Baumeisters Georg von Hauberrisser, welcher auch das Neue Münchner Rathaus und das Rathaus St. Johann in Saarbrücken entwarf, wurde unter dessen Bauleitung realisiert. Bereits 1887 war der Bau fertiggestellt und wurde feierlich eingeweiht.
Äußerlich überbot die Architektur des Rathauses das gegenüberliegende Stadtschloss an Prunk. Mit dem malerisch-altstädtischen Erscheinungsbild im Renaissance-Stil wollte die Stadt den Vertretungsanspruch der kommunalen Selbstverwaltung im Kaiserreich demonstrieren. Der Grundriss ist fünfeckig und war jeweils mit einem Eckturm versehen.
Im Zweiten Weltkrieg, genauer noch im Februar 1945, wurde das Gebäude in Teilen zerstört. Der beherrschende kunstvoll ausgestaltete Hauptgiebel mit seinen zwei spitzen Türmen hatte den Krieg überstanden. Doch im Jahr 1949 ließ die Stadtverwaltung die Front abreißen, weil eine akute Einsturzgefahr bestand. Bis auf den Eingang wurde die Front stark verändert und vereinfacht aufgebaut, und ein Stockwerk wurde aufgesetzt. Die gewölbte Eingangshalle und das Treppenhaus blieben erhalten.
Sehenswert ist auch im 21. Jahrhundert das gut erhaltene Bauwerk im Zentrum der Stadt. Der Künstler Michael Wörner hatte das Neue Wiesbadener Rathaus als Vorlage für ein Modell aus Lego-Bausteinen gewählt und es im Jahr 2018 im Rathaus der Öffentlichkeit präsentiert.